# Artur Boruc
Artur Boruc (prononcer /'ɑrtur 'bɔruts/), né le 20 février 1980 à Siedlce, est un footballeur international polonais qui évolue au poste de gardien de but au Legia Varsovie.
Jouant cinq ans au Celtic FC, il devient en Écosse l'un des meilleurs gardiens de la division, mais aussi l'un des joueurs les plus appréciés par les fans du Celtic, qui le surnomment « King Arthur ».

## Biographie

### Legia Varsovie
Arrivé en 1999 en provenance du Pogoń Siedlce, Artur Boruc commence avec la réserve, puis est prêté au Dolcan Ząbki. En mars 2002, il dispute sa première rencontre officielle avec le Legia. Peu à peu, il devient le premier choix de l'entraîneur.
En juin 2004, Boruc inscrit le seul but de sa carrière, convertissant un penalty alors que Varsovie menait très largement (victoire finale 6-0 face au Widzew Łódź).

### Celtic FC
Repéré par plusieurs émissaires européens, Artur Boruc est prêté en 2005 au Celtic Glasgow. Après une première saison convaincante (9 matches), le prêt est levé, et Artur signe jusqu'en 2009 avec le club écossais. 
Le 21 novembre 2006, il qualifie le Celtic pour les huitièmes de finale de la Ligue des champions en repoussant un penalty du Mancunien Louis Saha, à la 89e minute de jeu. À la fin de la saison, il apparaît dans l'équipe type de la Scottish Premier League, en compagnie de ses coéquipiers Lee Naylor et Shunsuke Nakamura. Cette année-là, le Celtic remporte le championnat d'Écosse. 
L'année suivante, et lors de la même compétition, il repousse plusieurs tirs au but contre le Spartak Moscou, qualifiant à nouveau son club pour le tour suivant. C'est d'ailleurs la première victoire européenne du club de Glasgow après la séance de tirs au but. 
Confirmant ses bonnes prestations, il est convoité par les clubs anglais et rivaux de Londres, Arsenal et Tottenham, par Manchester United et le Milan AC. Le Bayern Munich proposerait 13 millions d'euros pour s'offrir les services de ce portier.
Au mercato d'hiver, et avec l'arrivée de son compatriote Łukasz Załuska, qui évolue au même poste que Boruc, les rumeurs s'amplifient. Mais Gordon Strachan, entraîneur du Celtic, l'annonce intransférable.

### ACF Fiorentina
En contacts avancés avec la Fiorentina, Boruc rejoint le club italien le 12 juillet 2010, et y signe un contrat de deux ans,. Le transfert est évalué à deux millions d'euros.

### Southampton
En septembre 2012, il s'engage pour une saison en faveur de Southampton. Il contribue grandement au bon parcours de Southampton en Premier League mais se dinstigue surtout par une bourde monumentale face à Olivier Giroud, lui offrant un but sur un plateau, ou encore en encaissant un but dès la treizième seconde de jeu par le gardien de Stoke City. Il a en effet été lobé par le ballon lors d'un dégagement de son homologue Begovic.
À la suite de la signature de Fraser Forster à Southampton pour occuper le poste de titulaire, il est prêté le 19 septembre 2014 jusqu'à la fin décembre à l'AFC Bournemouth. Ayant gardé sa cage inviolée à neuf reprises en dix-huit rencontres, son prêt est prolongé jusqu'au terme de la saison. Prenant part à 37 rencontres de Championship, il est sacré champion au terme de la saison.

### Bournemouth
En fin de contrat à Southampton au terme de la saison 2014-2015, il reste à Bournemouth où il paraphe un contrat d'une saison. Il débute 32 rencontres de Premier League lors de la saison 2015-2016, la première du club en première division anglaise. Il est élu par les supporters de Bournemouth joueur de l'année suite ses performances lors de l'exercice 2016-2017 où il ne manque que trois rencontres de championnat. 
L'arrivée d'Asmir Begović le relègue sur le banc lors de la saison 2017-2018 durant laquelle il ne dispute que les coupes nationales. La saison suivante, il parvient à reprendre la place de numéro un entre janvier et avril 2019, débutant 12 rencontres. 
Il est de nouveau relégué sur le banc lors de la saison 2019-2020, cette fois par Aaron Ramsdale. Il finit la saison sans aucune minute de jeu à son compteur, Mark Travers lui étant préféré lors des coupes nationales.

### Équipe de Pologne
Artur Boruc fait ses grands débuts avec la sélection polonaise le 28 avril 2004 face à l'Irlande. Il devient le gardien titulaire de la Pologne en 2005 au détriment de Jerzy Dudek et il le reste jusqu'en 2009. Gardien titulaire au Celtic, il est alors appelé par le sélectionneur polonais pour prendre part à la Coupe du monde 2006, après être passé par les moins de 23 ans. En concurrence avec Tomasz Kuszczak, il dispute tous les matches du tournoi. 
Il est ensuite titulaire lors de l'Euro 2008 avec la Pologne. Le 24 août 2008, il est suspendu par sa fédération, tout comme ses coéquipiers Dariusz Dudka et Radosław Majewski, pour avoir quitté sa chambre d'hôtel après la défaite en amical face à l'Ukraine. Après plusieurs erreurs commises contre l'Irlande du Nord, il est reconduit à Glasgow par Leo Beenhakker. Mais à la suite de la non-qualification de la Pologne pour la Coupe du monde 2010, il perd sa place de titulaire.

## Statistiques
| Saison                | Club                   | Championnat           | Championnat | Championnat | Coupe nationale | Coupe nationale | Coupe de la Ligue | Coupe de la Ligue | Compétition(s) continentale(s) | Compétition(s) continentale(s) | Compétition(s) continentale(s) | Total | Total |
| Saison                | Club                   | Division              | M.          | B.          | M.              | B.              | M.                | B.                | Comp.                          | M.                             | B.                             | M.    | B.    |
| 2000-2001             | Dolcan Ząbki (prêt)    | 2                     | 16          | 0           | -               | -               | -                 | -                 | -                              | -                              | -                              | 16    | 0     |
| Sous-total            | Sous-total             | Sous-total            | 16          | 0           | -               | -               | -                 | -                 | -                              | -                              | -                              | 16    | 0     |
| 2001-2002             | Legia Varsovie         | 1                     | 5           | 0           | -               | -               | 1                 | 0                 | -                              | -                              | -                              | 6     | 0     |
| 2002-2003             | Legia Varsovie         | 1                     | 12          | 0           | -               | -               | -                 | -                 | -                              | -                              | -                              | 12    | 0     |
| 2003-2004             | Legia Varsovie         | 1                     | 26          | 1           | 4               | 0               | -                 | -                 | -                              | -                              | -                              | 30    | 1     |
| 2004-2005             | Legia Varsovie         | 1                     | 26          | 0           | 10              | 0               | -                 | -                 | C3                             | 4                              | 0                              | 40    | 0     |
| Sous-total            | Sous-total             | Sous-total            | 69          | 1           | 14              | 0               | 1                 | 0                 | -                              | 4                              | 0                              | 88    | 1     |
| 2005-2006             | Celtic FC (prêt)       | SPL                   | 34          | 0           | 1               | 0               | 4                 | 0                 | C1                             | 1                              | 0                              | 40    | 0     |
| 2006-2007             | Celtic FC              | SPL                   | 36          | 0           | 5               | 0               | 2                 | 0                 | C1                             | 8                              | 0                              | 51    | 0     |
| 2007-2008             | Celtic FC              | SPL                   | 30          | 0           | 4               | 0               | 2                 | 0                 | C1                             | 9                              | 0                              | 45    | 0     |
| 2008-2009             | Celtic FC              | SPL                   | 34          | 0           | 3               | 0               | 4                 | 0                 | C1                             | 6                              | 0                              | 47    | 0     |
| 2009-2010             | Celtic FC              | SPL                   | 28          | 0           | 2               | 0               | -                 | -                 | C1+C3                          | 4+4                            | 0+0                            | 38    | 0     |
| Sous-total            | Sous-total             | Sous-total            | 162         | 0           | 15              | 0               | 12                | 0                 | -                              | 32                             | 0                              | 221   | 0     |
| 2010-2011             | ACF Fiorentina         | Série A               | 26          | 0           | 1               | 0               | -                 | -                 | -                              | -                              | -                              | 27    | 0     |
| 2011-2012             | ACF Fiorentina         | Série A               | 36          | 0           | 1               | 0               | -                 | -                 | -                              | -                              | -                              | 37    | 0     |
| Sous-total            | Sous-total             | Sous-total            | 62          | 0           | 2               | 0               | -                 | -                 | -                              | -                              | -                              | 64    | 0     |
| 2012-2013             | Southampton FC         | P. League             | 20          | 0           | 1               | 0               | -                 | -                 | -                              | -                              | -                              | 21    | 0     |
| 2013-2014             | Southampton FC         | P. League             | 29          | 0           | -               | -               | -                 | -                 | -                              | -                              | -                              | 29    | 0     |
| Sous-total            | Sous-total             | Sous-total            | 49          | 0           | 1               | 0               | -                 | -                 | -                              | -                              | -                              | 50    | 0     |
| 2014-2015             | AFC Bournemouth (prêt) | Championship          | 37          | 0           | -               | -               | 2                 | 0                 | -                              | -                              | -                              | 39    | 0     |
| 2015-2016             | AFC Bournemouth        | P. League             | 32          | 0           | -               | -               | -                 | -                 | -                              | -                              | -                              | 32    | 0     |
| 2016-2017             | AFC Bournemouth        | P. League             | 35          | 0           | -               | -               | -                 | -                 | -                              | -                              | -                              | 35    | 0     |
| 2017-2018             | AFC Bournemouth        | P. League             | -           | -           | 2               | 0               | 4                 | 0                 | -                              | -                              | -                              | 6     | 0     |
| 2018-2019             | AFC Bournemouth        | P. League             | -           | -           | -               | -               | 3                 | 0                 | -                              | -                              | -                              | 3     | 0     |
| Sous-total            | Sous-total             | Sous-total            | 104         | 0           | 2               | 0               | 9                 | 0                 | -                              | -                              | -                              | 115   | 0     |
| Total sur la carrière | Total sur la carrière  | Total sur la carrière | 462         | 1           | 34              | 0               | 22                | 0                 | -                              | 36                             | 0                              | 554   | 1     |

## Palmarès
- Champion de Pologne : 2002
- Champion d'Écosse : 2006, 2007, 2008
- Champion de deuxième division anglaise : 2015
- Vainqueur de la Coupe de la Ligue d'Écosse : 2006, 2009
- Vainqueur de la Coupe d'Écosse : 2007

### Personnel
- Membre de l'équipe-type de Scottish Premier League en 2007, 2008
- Arrêt de l'année : 2010[17]